# Prionosthenus guleni
Prionosthenus guleni är en insektsart som beskrevs av Karabag 1956. Prionosthenus guleni ingår i släktet Prionosthenus och familjen Pamphagidae. Inga underarter finns listade i Catalogue of Life.